# Raquel Micó
Raquel Micó Sánchez (Alicante, España, 29 de julio de 1979) es una frontenista profesional española.

## Biografía
A los ocho años comenzó a jugar al frontenis con sus hermanos (José y Moisés) y sus primos, en la escuela de Frontenis del CAM Villenense.
Sus primeros títulos los obtuvo en la categoría infantil, donde consiguió el Campeonato de la Comunidad Valenciana junto con su primera compañera en la cancha Milagros López. Ya como cadete empezó a jugar con Izaskun Hernando (su prima).
A los 15 años empezó a jugar con la Pelota Olímpica, que es la modalidad a la que se juega Internacionalmente y representó al Club Atlético Montemar de Alicante durante 2 años, junto con Izaskun.
En 1997, Raquel e Izaskun ganaron el Subcampeonato de España Absoluto de Frontenis Femenino, con el CAM Villenense. Al año siguiente en Mallorca consiguieron su primer título de Campeonas de España Absolutas y ahí establecieron un récord de diez títulos consecutivos bajo las indicaciones de su entrenador Julián Hernando (su tío).
En 1999 se trasladó a Valencia para compaginar sus estudios en la Licenciatura de Educación Física con los entrenamientos en el Centro Especializado de Tecnificación Deportiva de Pelota (tutelados por Guillermo Rojas y Conrado Frías). Ese año viaja a Buenos Aires (Argentina) para representar a España en la Selección de Pelota y consigue junto con Izaskun, Sara y Sandra el Campeonato del Mundo Sub-22.
Raquel Micó ya establece su residencia en Valencia hasta hoy. En 2001 se proclama Campeona de Europa por Clubs junto con Izaskun, durante 7 años consecutivos. Ese mismo año representa a España en la Copa del Mundo Absoluta y consigue junto Izaskun, Marina y Fani el tercer lugar. Al año siguiente consigue el Subcampeonato del Mundo Absoluto de su modalidad (junto con Izaskun, Arancha y Marina) en Pamplona y el Campeonato por Equipos.
Raquel en el 2004 termina la Licenciatura y empieza a trabajar en la Federación de Pelota de la Comunidad Valenciana al mismo tiempo que entrena y compite a todos los niveles, ya que participa en el Circuito Nacional de Abiertos Femenino y Masculino, y en todos los abiertos Internacionales.
En 2005 empieza a coordinar el CETDP, al mismo tiempo que gana el Subcampeonato de la Copa del Mundo en Elche (con Izaskun, Jeny y Elena). Al año siguiente gana el Subcampeonato del Mundo en México (con Izaskun, Elena y Miriam) y por estos resultados y su palmarés la nominan como Mejor Deportista Femenino del año 2006 en la Diputación de Alicante.
En 2006 juega el Mundial en México D.F. (Campo Marte) y tras una igualada final salen derrotadas ella y su compañera Izaskun ante la selección anfitriona.
Durante el 2007 y 2008 Raquel viaja a México en repetidas ocasiones, para jugar el Circuito de Frontenis Mexicano compitiendo y formándose; lo compagina con el Circuito Español, tanto en la categoría masculina como en la femenina, obteniendo grandes gestas deportivas.
En el 2008 juega el Campeonato de España y de Europa con Mónica Estebaranz, una gran jugadora que se había alejado de los frontones por problemas físicos y consiguen en ambos eventos el Subcampeonato.
Desde el año 2009 hasta el 2014 formó pareja con Jennifer Sans y juntas han sido Campeonas y Subcampeonas de España y también Campeonas de la Copa de Europa. Se proclamó junto con sus compañeras de Selección (Miriam Aranaz, Elena Medina y Maria Medina), CAMPEONAS DE LA COPA DEL MUNDO ABSOLUTA de Frontón 30 metros, consiguiendo así España, por primera vez en la historia este título tan preciado, en el año 2009.
En el 2013, se atrevió con la modalidad de Paleta Goma Argentina y consiguió un tercer lugar en la Copa del Mundo de Le Haillan (Francia) (junto con Jennifer Sans). Ese mismo año se trasladó a competir en el Circuito Mexicano MX FRONTOUR, fijando su residencia en México City. 
Durante el año 2014 se dieron muchas competiciones internacionales, en las que esta jugadora tuvo gran presencia, entre ellas, quedó 2ª en el Ranking del Mx Frontour y jugó representando a España nuevamente en dos modalidades, en Paleta Goma Argentina y Frontenis Olímpico, en los mejores momentos de su carrera deportiva, Raquel volvió a proclamarse Subcampeona del Mundo (Toluca-México) por Selecciones, en ambas modalidades.
En el año 2015, ha cambiado de pareja a nivel nacional, jugando el Campeonato de España con su prima Izaskun Hernando, con la que revalidó título ganando este campeonato por decimosegunda vez. Durante 8 años estuvo entre México - España, sigue con la promoción del deporte y la salud, creando Academias de Frontenis y ayudando a muchas personas a cambiar sus vidas.
En el 2022 retomó la competición en España para competir con Leire Barona, su pupila, por el Portacoeli y ganó el Subcampeonato de España Absoluto (Getafe-Madrid) y la Copa de Europa por clubes de Frontenis Olímpico (Puerta de Hierro-Madrid).
En el 2023 ha vuelto a jugar con su prima Izaskun, para despedir el Frontenis por todo lo alto, ya actualmente se han proclamado Campeonas de España Absolutas de Frontenis Olímpico en Igualada (Barcelona).

## Palmarés
- Campeonatos Mundiales: (por selecciones)
  - Subcampeona del Mundo Absoluta - Pamplona 2002.
  - Subcampeona del Mundo Absoluta - México 2006.
  - Subcampeona del Mundo Absoluta - Francia 2010.
  - Subcampeona del Mundo Absoluta - México 2014.
  - Subcampeona del Mundo Absoluta (Paleta Goma) - México 2014.

- Copas del Mundo: (por selecciones)
  - Tercer lugar de la Copa del Mundo Absoluta - Palencia 2001.
  - Subcampeona de la Copa del Mundo Absoluta - Elche 2005.
  - Campeona de la Copa del Mundo Absoluta - Tenerife 2009.
  - Tercer lugar de la Copa del Mundo Absoluta - Le Haillan 2013.

- Campeonatos Mundiales Sub-22: (por selecciones)
  - Campeona del Mundo – Argentina 1999.

- Campeonatos de Europa: (por clubes)
  - Tercer lugar de la Copa de Europa Absoluta - Biarritz 1998.
  - Subcampeona de la Copa de Europa Absoluta – Cuart de Poblet 1999.
  - Subcampeona de la Copa de Europa Absoluta – Saint Laurent de Gosse 2000.
  - Campeona de la Copa de Europa Absoluta - Valencia 2001.
  - Campeona de la Copa de Europa Absoluta – San Juan de Luz 2002.
  - Campeona de la Copa de Europa Absoluta – Ciudad Real 2003.
  - Campeona de la Copa de Europa Absoluta – Biarritz 2004.
  - Campeona de la Copa de Europa Absoluta – Guadassuar 2005.
  - Campeona de la Copa de Europa Absoluta – Lescar 2006.
  - Campeona de la Copa de Europa Absoluta – Alcántera del Xúquer 2007.
  - Subcampeona de la Copa de Europa Absoluta – Brive de la Galliarde 2008.
  - Campeona de la Copa de Europa Absoluta – Canals 2009.
  - Campeona de la Copa de Europa Absoluta – Palencia 2011.
  - Campeona de la Copa de Europa Absoluta – Ger, Francia 2012.
  - Campeona de la Copa de Europa Absoluta (Paleta Goma)– Valdepeñas 2013.
  - Subcampeona de la Copa de Europa Absoluta – Valdepeñas 2013.
  - Subcampeona de la Copa de Europa Absoluta – Villa de Don Fadrique, Toledo 2015.
  - Campeona de la Copa de Europa Absoluta – Puerta de Hierro, Madrid 2022.

- Campeonatos de España: (por clubes)
  - Subcampeona de España Absoluta - Alicante 1997.
  - Campeona de España Absoluta – Mallorca 1998.
  - Campeona de España Absoluta – Tenerife 1999.
  - Campeona de España Absoluta – Murcia 2000.
  - Campeona de España Absoluta – Marbella 2001.
  - Campeona de España Absoluta – Guadalajara 2002.
  - Campeona de España Absoluta – Rocafort 2003.
  - Campeona de España Absoluta – El Molar 2004.
  - Campeona de España Absoluta – Gavá 2005.
  - Campeona de España Absoluta – Guardamar 2006.
  - Campeona de España Absoluta – Pinto 2007.
  - Subcampeona de España Absoluta – Tenerife 2008.
  - Subcampeona de España Absoluta – Valdepeñas 2009.
  - Tercera Clasificada de España Absoluta – Valdepeñas 2010.
  - Subcampeona de España Absoluta – Tenerife 2011.
  - Campeona de España Absoluta – Palencia 2012.
  - Subcampeona de España Absoluta – Toledo 2013.
  - Subcampeona de España Absoluta (Paleta Goma) – Valencia 2013.
  - Tercera Clasificada de España Absoluta – Palencia 2014.
  - Campeona de España Absoluta – El Molar, Madrid 2015.
  - Subcampeona de España Absoluta – Getafe, Madrid 2022.
  - Campeona de España Absoluta – Igualada, Barcelona 2023.

- Campeonatos internacionales:
  - México:
    - Subcampeona “Querétaro” Singles – México 2002.
    - Campeona “D.F” (Fem- sub-16) México 2003.
    - Campeona "D.F" México 2005.
    - Campeona “Zamora” México 2007.
    - Campeona “Veracruz” México 2007.
    - Campeona “Querétaro” México 2007.
    - Subcampeona “Guadalajara” México 2008.
    - Subcampeona “Morelia” México 2008.
    - Campeona “Zamora” México 2008.
    - Campeona “Morelia” México 2008.
    - Campeona “Veracruz” México 2008.
    - Campeona “Zamora” México 2012.
    - Campeona “Morelia” México 2012.
    - Subcampeona “Guadalajara” México 2013.
    - Campeona “Querétaro” México 2013.
    - Subcampeona “Zamora” México 2013.
    - Subcampeona “México D.F.” México 2014.
    - Campeona "All Stars" Valencia - España 2014.
    - Campeona "Monterrey"  México 2014.
    - Subcampeona “Querétaro” México 2014.
    - Campeona MIXTO-CLUB ESPAÑA “México D.F.” México 2015.

- Cuba:
  - Campeona “Capitán San Luis” La Habana 1999.
  - Subcampeona “Capitán San Luis” La Habana 2006

- España:
  - Subcampeona “Madrid” 2001.
  - Campeona “Valencia” 2002.
  - Subcampeona “Tenerife” 2002.
  - Subcampeona “Tenerife” 2003.
  - Subcampeona “Madrid” 2004.
  - Subcampeona “Tenerife” 2004.
  - Campeona “Valdemoro” Madrid 2005.
  - Campeona “Tenerife” 2005.
  - Campeona “Lanzarote” 2005.
  - Campeona “Tenerife” 2007.
  - Subcampeona “Tenerife” 2007.
  - Subcampeona “Valencia” 2008.

- Campeonatos Universitarios:
  - Campeona del Torneo Internacional Zabalki “Vitoria” 2003.
  - Subcampeona del Torneo Internacional Zabalki “Biarritz” 2004.
  - Campeona del Torneo Internacional Zabalki “Pamplona” 2005.
  - Campeona del Torneo Internacional Zabalki “Pau” 2006.
  - Subcampeona del Torneo Internacional Zabalki “Biarritz” 2007.

## Premios
- Finalista a Mejor Deportista Femenina de 2006 y 2008 en los Premios Deportivos Provinciales de la Diputación de Alicante.[5]